# Be Thankful for What You Got
«Be Thankful for What You Got» es una canción compuesta e interpretada por el cantautor estadounidense William DeVaughn. Se publicó en marzo de 1974 como el sencillo principal de su álbum de estudio debut del mismo nombre.

## Lista de canciones
Todas las canciones escritas y compuestas por William DeVaughn.
1. «Be Thankful for What You Got» – 3:25
2. «Be Thankful for What You Got, Part 2» – 3:25

## Posicionamiento

### Gráfica semanal
| Gráfica (1974)                                  | Pico de posición |
| ----------------------------------------------- | ---------------- |
| Canadá (RPM Top Singles)                        | 3                |
| Canadá (RPM Pop Music Playlist)                 | 3                |
| Estados Unidos (Billboard Hot 100)              | 4                |
| Estados Unidos (Billboard Hot Soul Singles)     | 1                |
| Estados Unidos (Cash Box Top 100 Singles)       | 3                |
| Estados Unidos (Cash Box R&B Top 70)            | 1                |
| Estados Unidos (Record World Singles Chart)     | 1                |
| Estados Unidos (Record World R&B Singles Chart) | 1                |

### Gráfica de fin de año
| Gráfica (1974)                              | Pico de posición |
| ------------------------------------------- | ---------------- |
| Canadá (RPM Top Singles)                    | 68               |
| Estados Unidos (Billboard Hot 100)          | 60               |
| Estados Unidos (Billboard Hot Soul Singles) | 18               |
| Estados Unidos (Cash Box Top 100 Singles)   | 64               |

## Certificaciones y ventas
| País                  | Certificación | Ventas  |
| --------------------- | ------------- | ------- |
| Estados Unidos (RIAA) | Oro           | 500 000 |